# Bdeogale omnivora
Bdeogale omnivora är ett rovdjur i familjen manguster som förekommer i östra Afrika. Populationen listades en längre tid som underart till Bdeogale crassicauda och sedan 2013 godkänns den som art.

## Utseende
Arten blir 34 till 45 cm lång (huvud och bål), har en 18 till 24 cm lång svans och väger 0,7 till 1,6 kg. På ovansidan förekommer ljus päls och axlarna samt huvudet är nästan vita. Några långa hår på rumpan och på den bruna svansen har svarta spetsar. Även extremiteterna är täckta av brun päls. Den sista kindtanden i varje käkhalva är påfallande stor.

## Utbredning, habitat och ekologi
Denna mangust förekommer i en bredare remsa vid Indiska oceanen i östra Kenya och Tanzania. Kanske når den i norr södra Somalia. Bdeogale omnivora vistas i låglandet och i bergstrakter upp till 1700 meter över havet. Den lever främst i skogar och besöker ibland öppna platser intill skogen, till exempel vägar.
Mörkare till nästan svartaktiga exemplar från Usambarabergen tillhör kanske denna art eller Bdeogale crassicauda.
Individerna är nattaktiva och jagar främst insekter.

## Status
Beståndet hotas troligen av skogsavverkning i utbredningsområdet. I regionen förekommer några naturskyddsområden. IUCN uppskattar att populationen minskade med 10 procent under de senaste 10 åren (räknad från 2016) och listar arten som sårbar (VU).